# Coppa Intertoto UEFA 1999
La Coppa Intertoto UEFA 1999 fu la 5ª edizione dell'omonima competizione calcistica europea, organizzata dall'UEFA.
La manifestazione vide le vittorie finali della Juventus, del Montpellier e del West Ham Utd, tutte al loro primo successo nel torneo: tali formazioni accedettero al tabellone della Coppa UEFA 1999-2000. Con questo trofeo, la Juventus divenne l'unica squadra a vincere tutte le sei competizioni UEFA per club all'epoca vigenti, confermando il primato precedentemente stabilito nel 1985 (e rimasto in vigore fino a maggio 2022, quando è stata disputata la prima finale dell'Europa Conference League), mentre l'Amburgo, dopo aver perso la sfida contro il Montpellier, divenne la prima squadra ad essere stata finalista in ognuna delle succitate competizioni, confermando il primato stabilito nel 1983.

## Risultati

### Primo turno
| Squadra 1             | Totale      | Squadra 2           | Andata | Ritorno         |
| --------------------- | ----------- | ------------------- | ------ | --------------- |
| Herfølge              | 0 - 4       | Žilina              | 0 - 2  | 0 - 2           |
| Bacău                 | 0 - 2       | Ararat Erevan       | 0 - 1  | 0 - 1           |
| Ljakamatyŭ-96 Vicebsk | 3 - 4       | Varteks Varaždin    | 1 - 2  | 2 - 2           |
| Union Luxembourg      | 1 - 7       | Vasas               | 1 - 3  | 0 - 4           |
| Hrvatski Dragovoljac  | 1 - 2       | Newry City          | 1 - 0  | 0 - 2           |
| Maccabi Haifa         | 2 - 2 (gfc) | Qarabağ             | 1 - 2  | 1 - 0           |
| Cementarnica 55       | 8 - 2       | K'olkheti-1913 Poti | 4 - 2  | 4 - 0           |
| Spartak Varna         | 1 - 8       | Sint-Truiden        | 1 - 2  | 0 - 6           |
| Polonia Varsavia      | 4 - 0       | Tiligul             | 4 - 0  | 0 - 0           |
| Jedinstvo Bihać       | 3 - 1       | GÍ Gøta             | 3 - 0  | 0 - 1           |
| ÍA Akraness           | 6 - 3       | Teuta               | 5 - 1  | 1 - 2           |
| Vålerenga             | 1 - 2       | Ventspils           | 1 - 0  | 0 - 2           |
| Rudar Velenje         | 2 - 2 (gfc) | Halmstad            | 0 - 0  | 2 - 2           |
| Jokerit               | 7 - 1       | Trans Narva         | 3 - 0  | 4 - 1           |
| Aberystwyth Town      | 3 - 4       | Floriana            | 2 - 2  | 1 - 2           |
| Pobeda                | 4 - 4       | OD Trenčín          | 3 - 1  | 1 - 3 (4-3 dtr) |
| Korotan Prevalje      | 0 - 6       | Basilea             | 0 - 0  | 0 - 6           |
| Shelbourne            | 0 - 2       | Neuchâtel Xamax     | 0 - 0  | 0 - 2           |
| Ceahlăul              | 2 - 0       | Ekranas             | 1 - 0  | 1 - 0           |
| Hradec Králové        | 1 - 1       | Homel'              | 1 - 0  | 0 - 1 (1-3 dtr) |

### Secondo turno
| Squadra 1       | Totale | Squadra 2        | Andata | Ritorno         |
| --------------- | ------ | ---------------- | ------ | --------------- |
| Cementarnica 55 | 2 - 3  | Rostsel'maš      | 1 - 1  | 1 - 2           |
| Brann           | 3 - 3  | Varteks Varaždin | 3 - 0  | 0 - 3 (4-5 dtr) |
| Qarabağ         | 0 - 9  | Montpellier      | 0 - 3  | 0 - 6           |
| Ararat Yerevan  | 1 - 5  | Sint-Truiden     | 0 - 2  | 1 - 3           |
| Neuchâtel Xamax | 0 - 3  | Vasas            | 0 - 2  | 0 - 1           |
| Ventspils       | 1 - 3  | Kocaelispor      | 1 - 1  | 0 - 2           |
| Perugia         | 1 - 0  | Pobeda           | 1 - 0  | 0 - 0           |
| Lokeren         | 6 - 2  | ÍA Akraness      | 3 - 1  | 3 - 1           |
| Žilina          | 2 - 4  | Metz             | 2 - 1  | 0 - 3           |
| Copenaghen      | 1 - 4  | Polonia Varsavia | 0 - 3  | 1 - 1           |
| Duisburg        | 2 - 1  | Newry City       | 2 - 0  | 0 - 1           |
| Rudar Velenje   | 2 - 4  | Austria Lustenau | 1 - 2  | 1 - 2           |
| Jokerit         | 3 - 2  | Floriana         | 2 - 1  | 1 - 1           |
| Ceahlăul        | 5 - 2  | Jedinstvo Bihać  | 2 - 1  | 3 - 1           |
| Basilea         | 4 - 2  | Boby Brno        | 0 - 0  | 4 - 2           |
| Hammarby        | 6 - 2  | Homel'           | 4 - 0  | 2 - 2           |

### Terzo turno

Thierry Henry, all'ultima gara della sua breve esperienza juventina, in azione contro i romeni del nella partita di ritorno (0-0) del terzo turno.

| Squadra 1        | Totale      | Squadra 2      | Andata | Ritorno     |
| ---------------- | ----------- | -------------- | ------ | ----------- |
| Trabzonspor      | 4 - 2       | Perugia        | 1 - 2  | 3 - 0 (dts) |
| Heerenveen       | 4 - 0       | Hammarby       | 2 - 0  | 2 - 0       |
| West Ham Utd     | 2 - 1       | Jokerit        | 1 - 0  | 1 - 1       |
| Austria Lustenau | 2 - 2 (gfc) | Rennes         | 2 - 1  | 0 - 1       |
| Sint-Truiden     | 2 - 3       | Austria Vienna | 0 - 2  | 2 - 1       |
| Varteks Varaždin | 2 - 2 (gfc) | Rostsel'maš    | 1 - 2  | 1 - 0       |
| Kocaelispor      | 0 - 3       | Duisburg       | 0 - 3  | 0 - 0       |
| Lokeren          | 2 - 2 (gfc) | Metz           | 1 - 2  | 1 - 0       |
| Polonia Varsavia | 4 - 1       | Vasas          | 2 - 0  | 2 - 1       |
| Espanyol         | 1 - 4       | Montpellier    | 0 - 2  | 1 - 2       |
| Ceahlăul         | 1 - 1 (gfc) | Juventus       | 1 - 1  | 0 - 0       |
| Amburgo          | 3 - 3 (gfc) | Basilea        | 0 - 1  | 3 - 2       |

### Semifinali
| Squadra 1    | Totale | Squadra 2        | Andata | Ritorno |
| ------------ | ------ | ---------------- | ------ | ------- |
| West Ham Utd | 2 - 0  | Heerenveen       | 1 - 0  | 1 - 0   |
| Rennes       | 4 - 2  | Austria Vienna   | 2 - 0  | 2 - 2   |
| Duisburg     | 1 - 4  | Montpellier      | 1 - 1  | 0 - 3   |
| Metz         | 6 - 2  | Polonia Varsavia | 5 - 1  | 1 - 1   |
| Rostsel'maš  | 1 - 9  | Juventus         | 0 - 4  | 1 - 5   |
| Trabzonspor  | 3 - 6  | Amburgo          | 2 - 2  | 1 - 4   |

### Finali
| Squadra 1    | Totale | Squadra 2 | Andata | Ritorno         |
| ------------ | ------ | --------- | ------ | --------------- |
| Montpellier  | 2 - 2  | Amburgo   | 1 - 1  | 1 - 1 (3-0 dtr) |
| Juventus     | 4 - 2  | Rennes    | 2 - 0  | 2 - 2           |
| West Ham Utd | 3 - 2  | Metz      | 0 - 1  | 3 - 1           |